# Kim Min-hyeok (cầu thủ bóng đá, sinh tháng 8 năm 1992)
Đây là một tên người Triều Tiên, họ là Kim.
Kim Min-hyeok (tiếng Hàn: 김민혁; sinh ngày 16 tháng 8 năm 1992) là một cầu thủ bóng đá Hàn Quốc thi đấu ở vị trí tiền vệ cho Pohang Steelers.
Anh ra mắt tại vòng bảng của Giải vô địch bóng đá các câu lạc bộ châu Á 2015.